# Gettext
gettext是GNU国际化与本地化（i18n）函数库。它常被用于编写多语言程序。

## 开发
程序源代码需要进行修改以响应GNU gettext请求。多数编程语言均已通过字符封装的方式实现了对其的支持。为了减少输入量和代码量，此功能通常以标记别名“_”的形式使用，所以例如以下C语言代码：
```
printf
(
gettext
(
"My name is %s.
\n
"
),
 
my_name
);

```

应当写作：
```
printf
(
_
(
"My name is %s.
\n
"
),
 
my_name
);

```

gettext使用其中的字符串寻找对应的其他语言翻译，若没有可用翻译则返回原始内容。
除C语言外，GNU gettext还支持C++、Objective-C、Pascal/Object Pascal、sh脚本、bash脚本、Python、GNU CLISP，Emacs Lisp、ibrep、GNU Smalltalk、Java、GNU awk、wxWidgets（通过wxLocale类）、YCP（YaST2语言）、Tcl、Perl、PHP、Pike、Ruby以及R。用法均与在C语言上类似。
xgettext程序从源代码生成.pot文件，作为源代码中需翻译内容的模板。一个典型的.pot文件条目应当是这样的：
```
#: src/name.c:36

msgid
 
"My name is %s.\n"

msgstr
 
""

```

註解被直接放置在字符串前，用于帮助翻译者理解原文的內容：
```
/// TRANSLATORS: Please leave %s as it is, because it is needed by the program.

/// Thank you for contributing to this project.

printf
(
_
(
"My name is %s.
\n
"
),
 
my_name
);

```

本例中的註解是以 ///开头的，其作用是用于xgettext程序生成.pot模板文件。
```
xgettext
 
--add-comments
=
///

```

在.pot文件中的注释应为以下形式：
```
#. TRANSLATORS: Please leave %s as it is, because it is needed by the program.

#. Thank you for contributing to this project. 

#: src/name.c:36

msgid
 
"My name is %s.\n"

msgstr
 
""

```

## 翻译
翻譯者需要處理的對象是.po文件，它是由msginit程序从.pot模板文件生成的。例如使用msginit初始化法语翻译文件时，我们运行以下命令：
```
msginit
 
--locale
=
fr
 
--input
=
name.pot

```

这将会使用指定的name.pot在当前目录创建一个fr.po，其中的一个条目应该是以下形式的：
```
#: src/name.c:36

msgid
 
"My name is %s.\n"

msgstr
 
""

```

翻译者需要手工或使用类似Poedit、gtranslator、OmegaT或Emacs等工具的相应模式编辑该文件。翻译完成后，文件应为如下的样子：
```
#: src/name.c:36

msgid
 
"My name is %s.\n"

msgstr
 
"Je m'appelle %s.\n"

```

最后.po文件需要使用msgfmt编译为.mo文件以用作发布。

## 執行
使用Unix类型操作系统的用户只需设置环境变量中的LC_MESSAGES(但是ubuntu linux 是用LANG)但是ubuntu linux 是用LANG，程序将自动从相应的.mo文件中读取语言信息。